# Robert Wade King
Robert Wade (Bob) King (Los Angeles, 20 juni 1906 – Walnut Creek, 29 juli 1965) was een Amerikaans atleet, die gespecialiseerd was in het hoogspringen. Hij werd olympisch kampioen en tweemaal Amerikaans kampioen in deze discipline. In 1927 en 1928 voerde hij ook de wereldranglijst aan.

## Loopbaan
Op de Olympische Spelen van 1928 in Amsterdam won King een gouden medaille bij het hoogspringen. Met een beste poging van 1,94 m versloeg hij zijn landgenoot Ben Hedges (zilver; 1,91 m) en de Fransman Claude Ménard (brons; 1,91 m). De wereldrecordhouder Harold Osborn en titelverdediger werd hier vijfde.

## Titels
- Olympisch kampioen hoogspringen - 1928
- Amerikaans kampioen hoogspringen - 1927, 1928
- IC4A-kampioen hoogspringen - 1926, 1928
- NCAA-kampioen hoogspringen - 1928

## Persoonlijk record
| Onderdeel    | Prestatie | Jaar |
| ------------ | --------- | ---- |
| hoogspringen | 1,997 m   | 1928 |

## Palmares

### hoogspringen
- 1927:  Amerikaanse kamp. - 1,90 m
- 1928:  Amerikaanse kamp. - 1,95 m
- 1928:  OS - 1,94 m

1896: Ellery Clark ·
1900: Irving Baxter ·
1904: Samuel Jones ·
1908: Harry Porter ·
1912: Alma Richards ·
1920: Richmond Landon ·
1924: Harold Osborn ·
1928: Robert Wade King ·
1932: Duncan McNaughton ·
1936: Cornelius Johnson ·
1948: John Winter ·
1952: Walter Davis ·
1956: Charles Dumas ·
1960: Robert Sjavlakadze ·
1964: Valeri Broemel ·
1968: Dick Fosbury ·
1972: Jüri Tarmak ·
1976: Jacek Wszoła ·
1980: Gerd Wessig ·
1984: Dietmar Mögenburg ·
1988: Hennadi Avdjejenko ·
1992: Javier Sotomayor ·
1996: Charles Austin ·
2000: Sergej Kljoegin ·
2004: Stefan Holm ·
2008: Andrej Silnov ·
2012: Erik Kynard ·
2016: Derek Drouin ·
2020: Gianmarco Tamberi & Mutaz Essa Barshim ·
2024: Hamish Kerr